# Amos Nondi
Amos Nondi Obiero (Ruiru, 10 febbraio 1999) è un calciatore keniota, centrocampista svincolato della nazionale keniota.

## Carriera

### Club
Nel 2017 è approdato in Europa dal Gor Mahia, firmando un contratto con il K'olkheti-1913 Poti, club del campionato georgiano. La stagione successiva si è trasferito al Dila Gori, restando in Georgia.

### Nazionale
Nel 2021 ha esordito in nazionale.

## Statistiche

### Presenze e reti nei club
Statistiche aggiornate al 2 maggio 2021.
| Stagione         | Squadra             | Campionato       | Campionato | Campionato | Coppe nazionali | Coppe nazionali | Coppe nazionali | Coppe continentali | Coppe continentali | Coppe continentali | Altre coppe | Altre coppe | Altre coppe | Totale | Totale |
| Stagione         | Squadra             | Comp             | Pres       | Reti       | Comp            | Pres            | Reti            | Comp               | Pres               | Reti               | Comp        | Pres        | Reti        | Pres   | Reti   |
| ---------------- | ------------------- | ---------------- | ---------- | ---------- | --------------- | --------------- | --------------- | ------------------ | ------------------ | ------------------ | ----------- | ----------- | ----------- | ------ | ------ |
| 2017             | K'olkheti-1913 Poti | EL               | 16         | 1          | CG              | 0               | 0               |                    | -                  | -                  |             | -           | -           | 16     | 1      |
| 2018             | Dila Gori           | EL               | 20         | 0          | CG              | 2               | 0               |                    | -                  | -                  |             | -           | -           | 22     | 0      |
| 2019             | Dila Gori           | EL               | 31         | 0          | CG              | 0               | 0               |                    | -                  | -                  |             | -           | -           | 31     | 0      |
| 2020             | Dila Gori           | EL               | 14         | 0          | CG              | 2               | 0               |                    | -                  | -                  |             | -           | -           | 16     | 0      |
| 2021             | Dila Gori           | EL               | 10         | 0          | CG              | 1               | 0               |                    | -                  | -                  |             | -           | -           | 11     | 0      |
| Totale Dila Gori | Totale Dila Gori    | Totale Dila Gori | 75         | 0          |                 | 5               | 0               |                    | -                  | -                  |             | -           | -           | 80     | 0      |
| Totale carriera  | Totale carriera     | Totale carriera  | 91         | 1          |                 | 5               | 0               |                    | -                  | -                  |             | -           | -           | 96     | 1      |

## Palmarès

### Club

#### Competizioni nazionali
- Campionato keniota: 1

Gor Mahia: 2017
- Coppa d'Armenia: 1

Ararat-Armenia: 2023-2024
- Supercoppa d'Armenia: 1

Ararat-Armenia: 2024